# 15.ª etapa do Giro d'Italia de 2020
A 15.ª etapa do Giro d'Italia de 2020 desenvolveu-se a 18 de outubro de 2020 entre a Base Aérea Rivolto e Piancavallo sobre um percurso de 185 km e foi vencida pelo britânico Tao Geoghegan Hart da equipa Ineos Grenadiers. O português João Almeida conseguiu manter a liderança por apenas 15 segundos antes da segunda e última jornada de descanso.

## Classificação da etapa
| \| Classificação por etapas \| Classificação por etapas \| Classificação por etapas \| Classificação por etapas \| Classificação por etapas \| \| Ciclista \| Ciclista \| Equipe \| Tempo \| \| \| ------------------------ \| ------------------------ \| ------------------------ \| ------------------------ \| ------------------------ \| \| 1. \| Tao Geoghegan Hart \| Ineos Grenadiers \| 4h58m52s \| \| \| 2. \| Wilco Kelderman \| Team Sunweb \| + 2s \| \| \| 3. \| Jai Hindley \| Team Sunweb \| + 4s \| \| \| 4. \| João Almeida \| Deceuninck-Quick Step \| + 37s \| \| \| 5. \| Rafał Majka \| Bora-Hansgrohe \| + 1m22s \| \| \| 6. \| Patrick Konrad \| Bora-Hansgrohe \| + 1m29s \| \| \| 7. \| James Knox \| Deceuninck-Quick Step \| + 1m36s \| \| \| 8. \| Pello Bilbao \| Bahrain McLaren \| + 1m36s \| \| \| 9. \| Jakob Fuglsang \| Astana \| + 1m36s \| \| \| 10. \| Vincenzo Nibali \| Trek-Segafredo \| + 1m36s \| \| |                    |                       |          |
| |                    |                       |          |
| Fonte: ProCyclingStats |                    |                       |          |
| Classificação por etapas |                    |                       |          |
| Ciclista | Ciclista           | Equipe                | Tempo    |
| 1. | Tao Geoghegan Hart | Ineos Grenadiers      | 4h58m52s |
| 2. | Wilco Kelderman    | Team Sunweb           | + 2s     |
| 3. | Jai Hindley        | Team Sunweb           | + 4s     |
| 4. | João Almeida       | Deceuninck-Quick Step | + 37s    |
| 5. | Rafał Majka        | Bora-Hansgrohe        | + 1m22s  |
| 6. | Patrick Konrad     | Bora-Hansgrohe        | + 1m29s  |
| 7. | James Knox         | Deceuninck-Quick Step | + 1m36s  |
| 8. | Pello Bilbao       | Bahrain McLaren       | + 1m36s  |
| 9. | Jakob Fuglsang     | Astana                | + 1m36s  |
| 10. | Vincenzo Nibali    | Trek-Segafredo        | + 1m36s  |

## Classificações ao final da etapa

### Classificação geral(Maglia Rosa)
| \| Classificação geral \| Classificação geral \| Classificação geral \| Classificação geral \| Classificação geral \| \| Ciclista \| Ciclista \| Equipe \| Tempo \| \| \| ------------------- \| ------------------- \| --------------------- \| ------------------- \| ------------------- \| \| 1. \| João Almeida \| Deceuninck-Quick Step \| 59h27m38s \| \| \| 2. \| Wilco Kelderman \| Team Sunweb \| + 15s \| \| \| 3. \| Jai Hindley \| Team Sunweb \| + 2m56s \| \| \| 4. \| Tao Geoghegan Hart \| Ineos Grenadiers \| + 2m57s \| \| \| 5. \| Pello Bilbao \| Bahrain McLaren \| + 3m10s \| \| \| 6. \| Rafał Majka \| Bora-Hansgrohe \| + 3m18s \| \| \| 7. \| Vincenzo Nibali \| Trek-Segafredo \| + 3m29s \| \| \| 8. \| Domenico Pozzovivo \| NTT Pro Cycling \| + 3m50s \| \| \| 9. \| Patrick Konrad \| Bora-Hansgrohe \| + 4m09s \| \| \| 10. \| Fausto Masnada \| Deceuninck-Quick Step \| + 4m12s \| \| |                    |                       |           |
| |                    |                       |           |
| Fonte: ProCyclingStats |                    |                       |           |
| Classificação geral |                    |                       |           |
| Ciclista | Ciclista           | Equipe                | Tempo     |
| 1. | João Almeida       | Deceuninck-Quick Step | 59h27m38s |
| 2. | Wilco Kelderman    | Team Sunweb           | + 15s     |
| 3. | Jai Hindley        | Team Sunweb           | + 2m56s   |
| 4. | Tao Geoghegan Hart | Ineos Grenadiers      | + 2m57s   |
| 5. | Pello Bilbao       | Bahrain McLaren       | + 3m10s   |
| 6. | Rafał Majka        | Bora-Hansgrohe        | + 3m18s   |
| 7. | Vincenzo Nibali    | Trek-Segafredo        | + 3m29s   |
| 8. | Domenico Pozzovivo | NTT Pro Cycling       | + 3m50s   |
| 9. | Patrick Konrad     | Bora-Hansgrohe        | + 4m09s   |
| 10. | Fausto Masnada     | Deceuninck-Quick Step | + 4m12s   |

### Classificação por pontos(Maglia Ciclamino)
| Classificação por pontos | Classificação por pontos | Classificação por pontos    | Classificação por pontos | Classificação por pontos |
| Ciclista                 | Ciclista                 | Equipe                      | Pontos                   |                          |
| ------------------------ | ------------------------ | --------------------------- | ------------------------ | ------------------------ |
| 1.                       | Arnaud Démare            | Groupama-FDJ                | 221 pts                  |                          |
| 2.                       | Peter Sagan              | Bora-Hansgrohe              | 184 pts                  |                          |
| 3.                       | João Almeida             | Deceuninck-Quick Step       | 90 pts                   |                          |
| 4.                       | Diego Ulissi             | UAE Team Emirates           | 77 pts                   |                          |
| 5.                       | Filippo Ganna            | Ineos Grenadiers            | 66 pts                   |                          |
| 6.                       | Patrick Konrad           | Bora-Hansgrohe              | 56 pts                   |                          |
| 7.                       | Simon Pellaud            | Androni Giocattoli-Sidermec | 50 pts                   |                          |
| 8.                       | Andrea Vendrame          | AG2R La Mondiale            | 49 pts                   |                          |
| 9.                       | Wilco Kelderman          | Team Sunweb                 | 40 pts                   |                          |
| 10.                      | Davide Ballerini         | Deceuninck-Quick Step       | 40 pts                   |                          |

### Classificação da montanha(Maglia Azzurra)
| Classificação da montanha | Classificação da montanha | Classificação da montanha   | Classificação da montanha | Classificação da montanha |
| Ciclista                  | Ciclista                  | Equipe                      | Pontos                    |                           |
| ------------------------- | ------------------------- | --------------------------- | ------------------------- | ------------------------- |
| 1.                        | Giovanni Visconti         | Vini Zabù-Brado-KTM         | 118 pts                   |                           |
| 2.                        | Ruben Guerreiro           | EF Pro Cycling              | 87 pts                    |                           |
| 3.                        | Filippo Ganna             | Ineos Grenadiers            | 48 pts                    |                           |
| 4.                        | Tao Geoghegan Hart        | Ineos Grenadiers            | 45 pts                    |                           |
| 5.                        | Jonathan Castroviejo      | Ineos Grenadiers            | 45 pts                    |                           |
| 6.                        | Jonathan Caicedo          | EF Pro Cycling              | 40 pts                    |                           |
| 7.                        | Simon Pellaud             | Androni Giocattoli-Sidermec | 39 pts                    |                           |
| 8.                        | Wilco Kelderman           | Team Sunweb                 | 34 pts                    |                           |
| 9.                        | Matthew Holmes            | Lotto-Soudal                | 32 pts                    |                           |
| 10.                       | Rohan Dennis              | Ineos Grenadiers            | 28 pts                    |                           |

### Classificação dos jovens(Maglia Bianca)
| Classificação dos jovens | Classificação dos jovens | Classificação dos jovens | Classificação dos jovens | Classificação dos jovens |
| Ciclista                 | Ciclista                 | Equipe                   | Tempo                    |                          |
| ------------------------ | ------------------------ | ------------------------ | ------------------------ | ------------------------ |
| 1.                       | João Almeida             | Deceuninck-Quick Step    | 59h27m38s                |                          |
| 2.                       | Jai Hindley              | Team Sunweb              | + 2m56s                  |                          |
| 3.                       | Tao Geoghegan Hart       | Ineos Grenadiers         | + 2m57s                  |                          |
| 4.                       | Brandon McNulty          | UAE Team Emirates        | + 4m29s                  |                          |
| 5.                       | James Knox               | Deceuninck-Quick Step    | + 8m55s                  |                          |
| 6.                       | Sergio Samitier          | Movistar Team            | + 20m43s                 |                          |
| 7.                       | Aurélien Paret-Peintre   | AG2R La Mondiale         | + 26m38s                 |                          |
| 8.                       | Matteo Fabbro            | Bora-Hansgrohe           | + 31m56s                 |                          |
| 9.                       | Sam Oomen                | Team Sunweb              | + 32m00s                 |                          |
| 10.                      | Attila Valter            | CCC Team                 | + 35m27s                 |                          |

### Classificação por equipas"Súper team"
| Classificação por equipes | Classificação por equipes | Classificação por equipes | Classificação por equipes |
| Equipe                    | Equipe                    | Tempo                     |                           |
| ------------------------- | ------------------------- | ------------------------- | ------------------------- |
| 1.                        | Ineos Grenadiers          | 178h33m42s                |                           |
| 2.                        | Deceuninck-Quick Step     | + 1m24s                   |                           |
| 3.                        | Team Sunweb               | + 6m52s                   |                           |
| 4.                        | Bora-Hansgrohe            | + 17m42s                  |                           |
| 5.                        | Bahrain McLaren           | + 38m42s                  |                           |
| 6.                        | Movistar Team             | + 52m42s                  |                           |
| 7.                        | Trek-Segafredo            | + 1h07m45s                |                           |
| 8.                        | CCC Team                  | + 1h12m11s                |                           |
| 9.                        | Astana                    | + 1h22m21s                |                           |
| 10.                       | AG2R La Mondiale          | + 1h29m56s                |                           |

## Abandonos
- Juan Sebastián Molano não tomou a saída depois de uma queda durante a etapa anterior.[2]
- Gianluca Brambilla não completou a etapa com dor no joelho como consequência de uma caída dias atrás.[3]
- Jhonatan Narváez por uma queda durante a etapa.[4]
- Nicolas Edet por uma queda durante a etapa.[4]